# Antón Martín

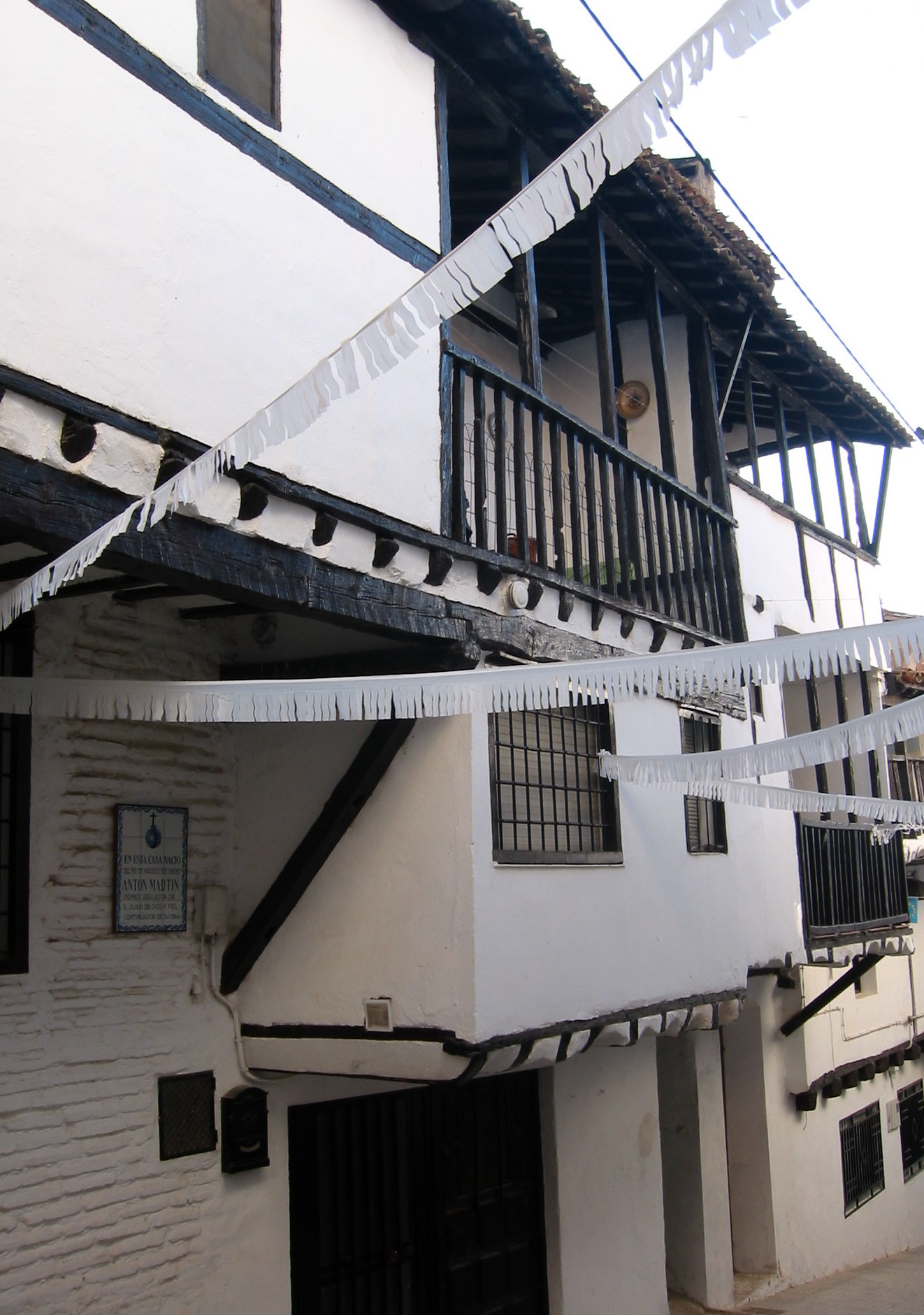
Casa natal de Antón Martín en Mira (Cuenca).

Antón Martín de Dios (Mira, actual provincia de Cuenca, 25 de marzo de 1500 - Madrid, 21 de diciembre de 1553) fue un religioso y enfermero español.

## Biografía
Era hijo de un matrimonio de campesinos acomodados, Pedro de Aragón y Elvira Martín. Quedó huérfano de padre a los pocos años y su madre volvió a casarse. Sus dos hermanos desaprobaron las nuevas nupcias de su madre, por lo que se emanciparon. Antón se trasladó a Madrid y decidió emprender la carrera militar, enrolándose en Valencia. Al conocer la muerte de su hermano Pedro en Granada, a manos de Pedro Velasco, hermano de una mujer con quien había rechazado casarse, marchó a dicha ciudad a vengarle. Sin embargo, allí conoció a Juan de Dios, religioso dedicado a la caridad, que le convenció de que abandonara sus planes de venganza. Así lo hizo, y pidió públicamente la conmutación de la pena de muerte del asesino. Además se unió al religioso en su tarea asistencial en el Hospital de Granada; y a la muerte de aquel (8 de marzo de 1550) le fue encomendada la dirección de un grupo de padres hospitalarios que terminaron constituyéndose en la llamada Orden Hospitalaria de San Juan de Dios (Juan de Dios no sería beatificado hasta 1630 ni canonizado hasta 1690).
Antón Martín volvió a la corte para fundar el llamado Hospital de San Juan de Dios o "de Antón Martín" en un terreno de la calle de Atocha cedido por Fernando de Zomoza. Fundó otro hospital de San Juan de Dios en Córdoba, y los hospitales de San Juan de Dios se extendieron por toda España como fundaciones de particulares (Pedro Pecador en Sevilla, Frutos de San Pedro en Lucena...).
En 1587 se produjo un agrupamiento de los hospitales madrileños que convirtió al de Antón Martín en el mayor de la villa, al absorber al Hospital del Campo del Rey y al Hospital de San Lázaro. Con el tiempo se convirtió en uno de los más importantes focos de ciencias socio-sanitarias en España. Dio nombre a la plazuela de Antón Martín, al mercado de Antón Martín y a la estación de Antón Martín del Metro de Madrid (todas ellas ubicadas en el antiguo Arrabal de Santa Cruz).